# Jekyll (mini-série)
Pour les articles homonymes, voir Docteur Jekyll et M. Hyde.
Jekyll est une mini-série britannique en six épisodes de 55 minutes, créée par Steven Moffat et diffusée entre le 16 juin 2007 et le 28 juillet 2007 sur BBC One. En France, la mini-série a été diffusée à partir du 11 février 2008 sur Canal+ et rediffusée en janvier 2009 sur Arte.

## Synopsis
Le Docteur Tom Jackman abrite dans un même corps deux personnalités diamétralement opposées : celle d'un tranquille père de famille, discret et effacé, et celle de Hyde, un personnage fantasque et violent. 
Désirant à tout prix cacher ce dédoublement à ses proches, Jackman a « signé un pacte » avec son double maléfique : si le docteur tente de trouver un remède à cette « transformation », Hyde les tuera tous les deux, et si Hyde commet un meurtre, Jackman ira se dénoncer à la police. 
Dans l'espoir de cohabiter pacifiquement, ils communiquent par l'intermédiaire d'un dictaphone et d'une « infirmière » engagée spécialement pour cette tâche. Mais un jour, ils découvrent tous deux qu'une organisation secrète s'intéresse de très près à leur existence...

## Distribution
- James Nesbitt (VF : Marc Saez) : Dr Tom Jackman / Mr Hyde / Dr Henri Jekyll
- Gina Bellman (VF : Laurence Charpentier) : Claire Jackman
- Denis Lawson (VF : Jean-Luc Kayser) : Peter Syme
- Michelle Ryan (VF : Caroline Maillard) : Katherine Reimer
- Meera Syal (VF : Martine Meiraghe) : Miranda Callendar
- Fenella Woolgar (VF : Annick Cisaruk) : Min
- Linda Marlowe (VF : Marion Loran) : Miss Utterson
- Paterson Joseph (VF : Lucien Jean-Baptiste) : Benjamin Lennox
- Andrew Byrne (VF : Benjamin Egner ) : Eddie Jackman
- Christopher Day : Harry Jackman
- Mark Gatiss : Robert Louis Stevenson